# Cryphia ustata
Cryphia ustata là một loài bướm đêm trong họ Noctuidae.